# Пиргос
Пиргос (гр:Πύργος, ен:Pyrgos) је управно средиште и највећи град грчке округа Илија у периферији Западна Грчка.

## Име
Град је вероватно добио данашњи назив по грчком називу за кулу или торањ (пиргос, пирг), који се користи у случају наше сакралне архитектуре (нпр. Пирг св. Саве у Хиландару).

## Природни услови
Пиргос се налази у западном делу грчког полуострва и историјске покрајине Пелопонез, недалеко од морске обале. Град се налази усредишњем делу префектуре, удаљен од првог већег града Патраса 96 км, а од Атине 320 км. Град се налази у приморској равници близу доњег тока реке Алфеос (4 км).
Клима у Пиргосу је средоземна, са жаким и дугим летима и благим и кишовитим зимама.

## Историја
Најстарији археолошки налази у подручју Пиргоса говоре да је ово подручје било насељено још у време праисторије. Веома познати локалитет Олимпија из времена старе Грчке налази се 25 км источно од данашњег града. Насеље на месту данашњег града током овго и следећег, староримског периода било је у сенци Олимпије, средишта Олимпијских игара.
Током већег дела средњег века Пиргос је у оквиру Византије. 1204. године град су, као и већи део Византије, освојили Крсташи. Они ту оснивају Кнежевину Ахају. Под њима град остаје све до 1430 г., када се кратко време налази поново у рукама ослабљене Византије. Пиргос Турци Османлије освајају 1458. године под Мехмедом II.
1821. године је почео Грчки устанак и Грци из Пиргоса и његове околине активно учествују. Следећих деценија град, као и област, доживљава брз развој и раст становништва. Међутим, после Грчко-турског рата 1923. године у Пиргос се масовно досељавају грчке пребеглице из Мале Азије, што доводи до наглог раста града и масовне дивље градње. Нови ударац развоју Пироса била су бомбардовања од стране Италијана током Другог светског рата. После тога почиње изградња града и он се последњих деценија брзо осавремењава.

## Становништво
Пиргос данас има око 35.000 становника у граду и околини. Становништво су углавном етнички Грци. Кретање становништва по последњим пописима било је следеће:
| 1981.  | 1991.  | 2001.  | 2011.  |
| ------ | ------ | ------ | ------ |
| 21.958 | 28.465 | 23.791 | 25.180 |

Кретање броја становника у општини по пописима:
| 2001.  | 2011.  |
| ------ | ------ |
| 51,777 | 47.995 |

## Привреда
Пиргос је важан индустријски и пословни центар западног Пелопонеза. У граду је развијена лака индустрија.